# Karl Pippich

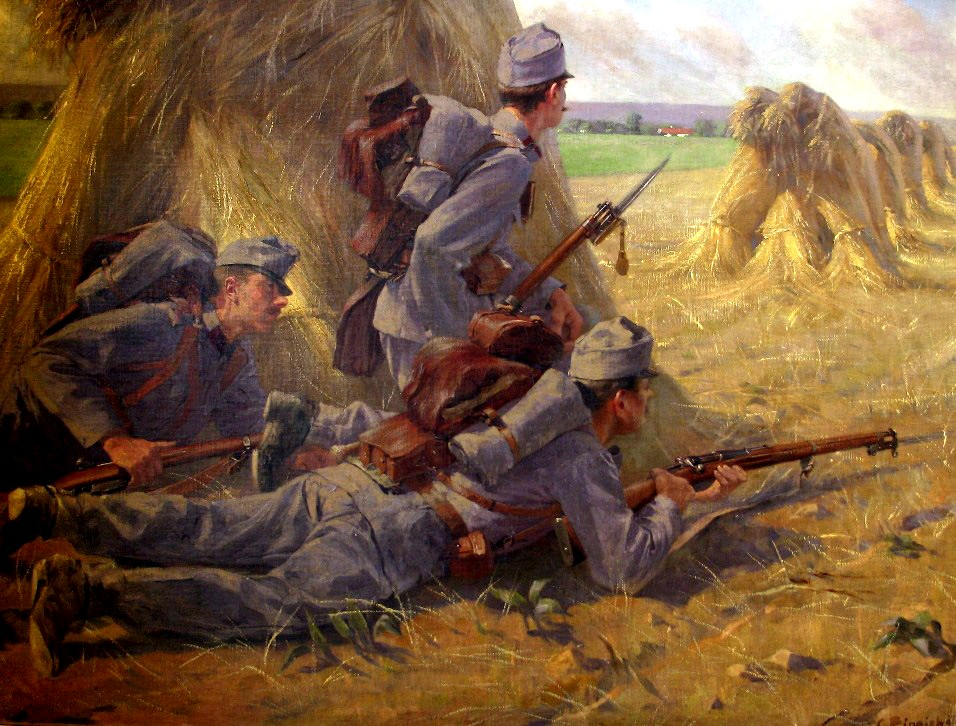
„Auf Vorhut“

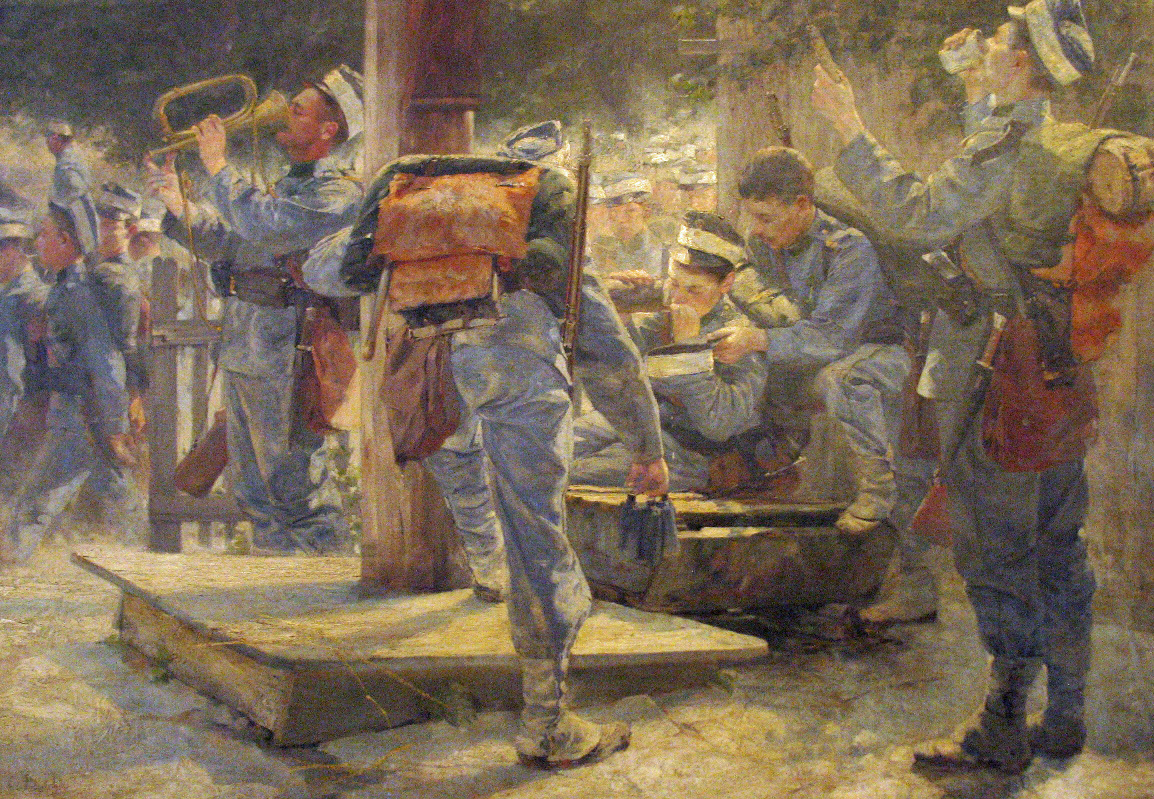
„Durstige Kehlen“

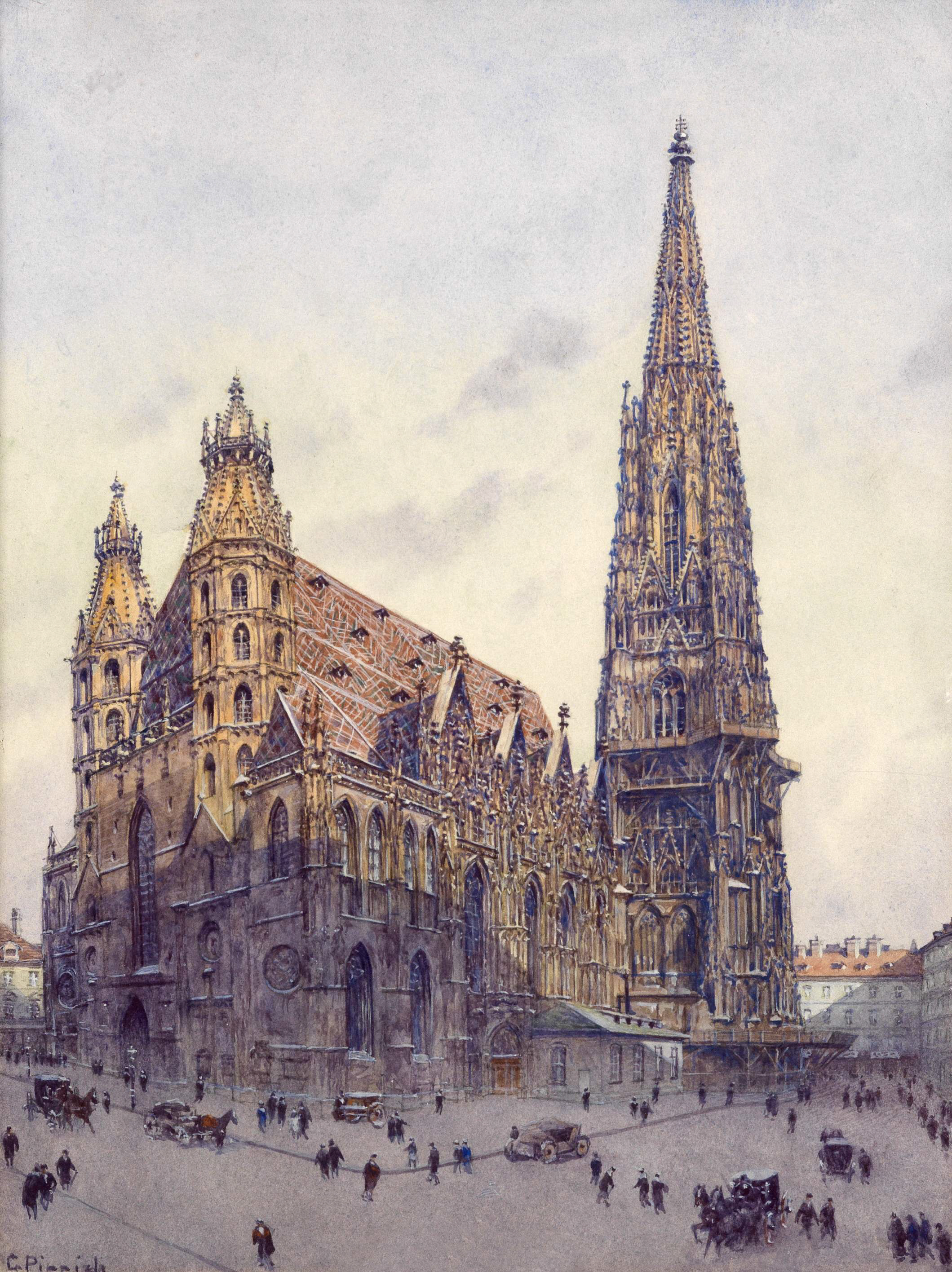
Der Stephansdom

Karl Pippich, auch Carl Pippich (* 25. September 1862 in Wien; † 26. September 1932 in Seebarn am Wagram in Niederösterreich) war ein österreichischer Genre-, Landschafts- und Militärmaler sowie Aquarellist.

## Leben und Werk
Pippich studierte an der Akademie der bildenden Künste Wien unter Carl Rudolf Huber und August Eisenmenger. Er war ein Porträtist der Stadt Wien um die Jahrhundertwende. Vor allem an Neuem hatte er Interesse. So malte er beispielsweise Verkehrsanlagen, aber auch Fabriken. Meist führte er seine Werke als Aquarelle oder Gouachen aus.
Neben seinen Aquarellveduten interessierte sich Pippich auch sehr für das militärische Sujet. Das farbenprächtige und in vieler Hinsicht sehr spezifische Bild des k.u.k. Heeres in den letzten Jahrzehnten der Monarchie hat immer wieder Künstler angeregt, diese Armee im Manöver und bei der Parade mit Hilfe der verschiedensten zeichnerischen und malerischen Techniken festzuhalten. So malte auch Pippich mehrere Gemälde dieser Art, wobei die Darstellungen oftmals karikaturhafte Züge annehmen, so trinkt beispielsweise im Gemälde Durstige Kehlen (Heeresgeschichtliches Museum, Wien) einer der Soldaten aus seiner Trompete.
Als etablierter Maler fand Karl Pippich relativ bald nach Ausbruch des Ersten Weltkriegs Aufnahme in der Kunstgruppe des k.u.k. Kriegspressequartiers. Ab dem 12. Oktober 1914 bis Oktober 1918 war Pippich als Kriegsmaler an fast allen Fronten der k.u.k. Armee künstlerisch im Einsatz.

## Werke (Auszug)
- Auf Vorhut, um 1910. Öl auf Leinwand, 88 × 101 cm, Heeresgeschichtliches Museum, Wien.
- Durstige Kehlen, um 1900. Öl auf Leinwand, 98 × 140 cm, Heeresgeschichtliches Museum, Wien.
- Das Gefecht bei Jaice am 7. August 1878, 1900. Öl auf Leinwand, 47 × 77 cm, Heeresgeschichtliches Museum, Wien.